# Синюський заказник
Синю́ський заказник — ландшафтний заказник місцевого значення в Україні. Об'єкт розташований на території Тальнівського району Черкаської області, гирло річок Тікич і Велика Вись у районі села Чеснопіль, на межі з Кіровоградською областю, у межах Потаського лісництва. 
Площа — 16 га, статус отриманий 28 квітня 1993 року.

## Галерея

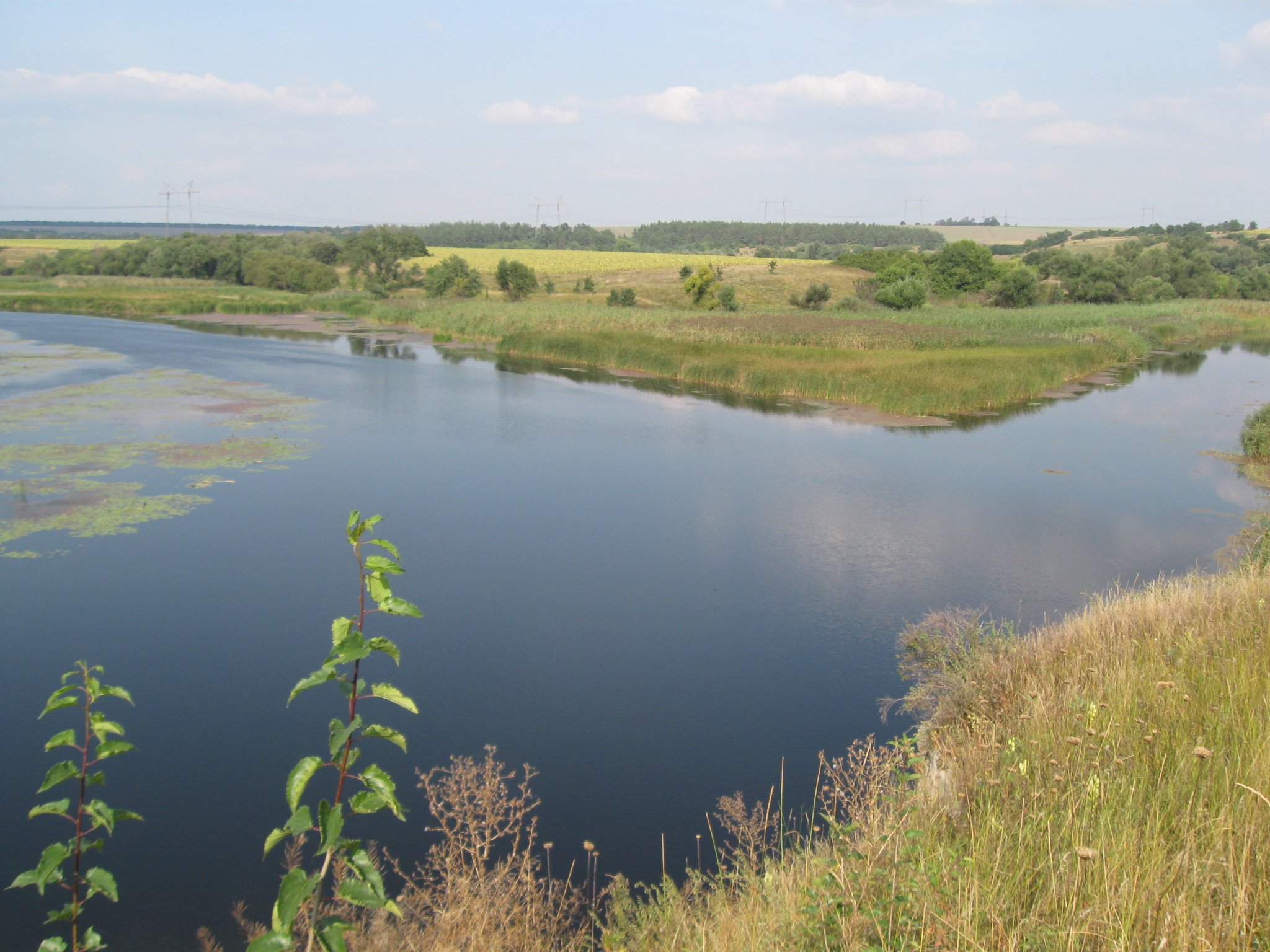
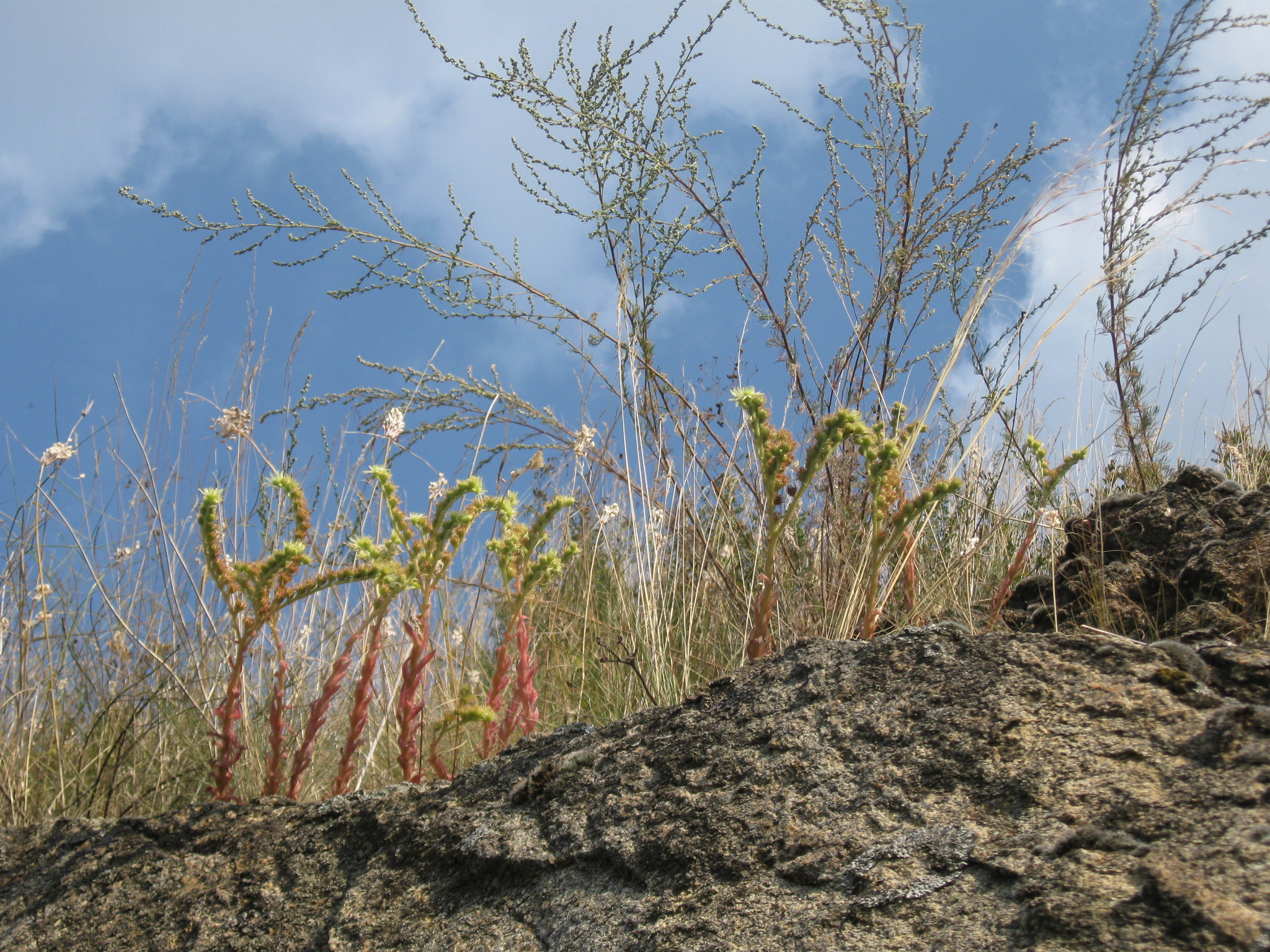
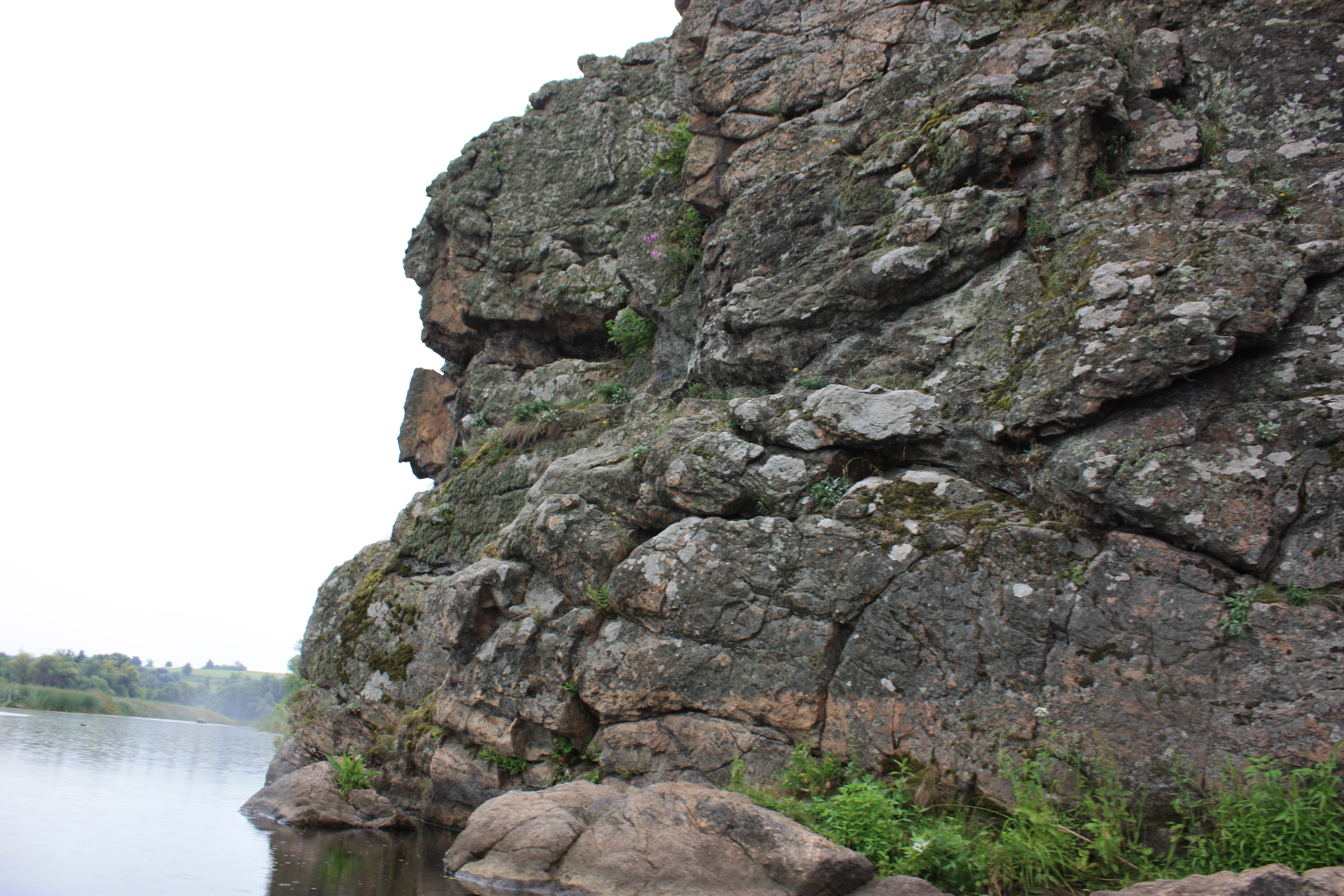